# Основоскладання
Основоскладання — у мовознавстві це поєднання кількох основ слів за допомогою інтерфіксів -о-, -е- , -и-, -ох-. Результатом основоскладання є складні слова, або композити (лат. compositus— складний, складений із частин).

## Складні слова
Складні слова — це похідні, що утворилися поєднанням кількох основ у цілісну лексичну одиницю: сільське господарство — сільськогосподарський, одне значення — однозначний (але однозначність - не основоскладання), перекотиполе, лісостеп, лісосмуга.
У композитах твірними виступають повні основи слів, які співвідносяться із словосполученнями, побудованими за типами підрядного зв'язку (дрібнолистий, книгодрук, близькоспоріднений) або із сурядним зв'язком (природничо-географічний).
Основною ознакою складного слова є спосіб  творення, а не наявність кількох коренів: 1) якщо похідне  утворилося шляхом поєднання кількох самостійних лексичних одиниць, то воно є складеним (жар-птиця, хліб-сіль); 2) якщо похідне утворилося поєднанням кількох основ, то воно є складним (лісонасадження, всюдихід, полезахисний, правобережний); 3) якщо похідне утворилося від основи  складного слова, то це не основоскладання, а суфіксація: лісостеп — лісостеповий (лісостепов+ий), глинозем — глиноземний (глинозем+н+ий).
Основоскладання може супроводжуватися такими морфологічними явищами, як інтерфікси й усічення: пішохід (від ходити пішки — обидві основи усікалися: ход-, піш-, а поєднання їх відбулося за допомогою інтерфікса -о-), те саме у словах водовоз, вертоліт, криголам, тощо.

## Типи основоскладання
За характером словотвірних засобів розрізняють основоскладання чисте, складно-суфіксальне і складно-суфіксально-префіксальне.
- при чистому основоскладанні похідне утворюється від основи залежного компонента (з інтерфіксом: -о-, -е-, -и-, -ох- або без нього) і самостійного слова: водосховище (вод+о+сховище), зерносховище, птахоферма, буряконасіння, лісосплав, працездатний, триповерховий, двохатомний.
- Складно-суфіксальний спосіб словоскладання  виявляється в тому, що процес злучення основ у похідне  супроводжується суфіксацією: золоті погони — золотопогонник (золот+о+погон+ник), низький поклін — низькопоклонник (низьк+о+поклон+ник), стара віра — старовірство (стар+о+вір+ство), чорні брови — чорнобривці (чорн+о+брив+ці).
- Різновидами складно-суфіксального способу є складно-флективний і складно-нульовий способи. Складно-флективним називається такий спосіб, при  якому похідні слова утворюються основоскладанням, яке  завершується за допомогою флексії-суфікса (тобто  синкретичного морфа): книги, носити — книгоноша (книг+о+нош+а), листи носити — листоноша (лист+о+нош+а), дві ноги —  двоногий (дв+о+ног+ий), довгі крила — довгокрилий (довг+о+крил+ий), світле волосся —світловолосий (світл+о+ волосний). Складно-нульовим називається такий спосіб, при якому основоскладання завершується нульовою суфіксацією:  всюдихід, місяцехід, лісоруб, сінокіс, сталевар, шовкопряд, однолюб тощо.[2]